# Червоный Кут (Винницкая область)
Червоный Кут (укр. Червоний Кут) — село на Украине, находится в Тепликском районе Винницкой области.
Код КОАТУУ — 0523787603. Население по переписи 2001 года составляет 94 человека. Почтовый индекс — 23853. Телефонный код — 4353.
Занимает площадь 0,04 км².

## Адрес местного совета
23853, Винницкая область, Теплицкий р-н, с. Удич, Ворошилова, 1